# Aurélie Conforti
Aurélie Conforti, née le 19 septembre 1987 à Aubervilliers, est une footballeuse française évoluant au poste d'attaquante.

## Début de carrière, PSG B
Après avoir évolué dans le club de La Courneuve en Seine-Saint-Denis sans réelle ambition en débutant, elle rejoint l'équipe la plus huppée de la Région en 2008 afin de s'y faire une place, et, au fil des années, évolue dans l'équipe réserve. Durant deux saisons, elle sera nommée capitaine de l'équipe B.
Après cinq saisons passées dans les équipes du club, Camillo Vaz, l'entraineur de l'équipe première, la fera évoluer en Division 1, l'échelon national le plus haut lors de la saison 2010-2011,lors de deux entrées en jeu, contre Lyon et Yzeure. Aucun but marqué avec l'équipe première, mais plus de 21 réalisations avec l'équipe réserve.

## Débuts en Division 1
Intégrée au groupe de l'équipe première, Aurélie Conforti effectuera la préparation de la saison avec le groupe, et s'avèrera très en forme. Plusieurs buts inscrits lors de la série de matchs amicaux sont à son actif (un doublé contre le Cercle Bruges, un contre Le Mans FC, un triplé contre Anderlecht). Elle commencera le premier match de Coupe d'Europe de l'histoire de la section féminine en tant que titulaire, contre Peamount United, match joué au Tallaght Stadium le stade des Shamrock Rovers à Dublin en Irlande, après avoir inscrit un premier doublé lors de la 3e journée du Championnat de Division 1 contre Muret. Lors des 8e de finales de la Ligue des champions, opposé à Francfort-sur-le-Main, un des favoris à la victoire finale, le PSG perd sèchement le premier match 3-0, mais l'emporte 2-1 au retour, joué au Stade Charléty, durant ce match, Aurélie entra en jeu à la 68e minute en remplaçant Kenza Dali. Après une longue période sans être retenue dans le groupe de l'équipe fanion, Aurélie en profitera pour faire admirer ses talents avec l'équipe réserve dans le Championnat de Division d'Honneur d'Ile de France, avec un but contre Saint-Maur, un doublé contre Colombes lors de la première phase de ce championnat.
Présente sur la feuille de match lors de la qualification contre Juvisy en Coupe de France Féminines, Aurélie entra en jeu lors de victoire 5-2 contre Yzeure lors de la 16e journée de Championnat, en remplacement d'Alexandra Long. Deux semaines plus tard, lors d'un match de l'équipe réserve, Aurélie inscrit un doublé lors de la rencontre à domicile contre Domont, et encore un autre début avril contre Serris pour le Championnat de division d'Honneur d'Ile de France. Enfin, lors de la dernière journée du Championnat de France, Conforti, présente sur le banc de touche, entre en jeu en seconde mi-temps et inscrit un but contre Montpellier, lors d'une défaite 4-2.